# Acantholochus albidus
Acantholochus albidus is een eenoogkreeftjessoort uit de familie van de Bomolochidae. De wetenschappelijke naam van de soort is voor het eerst geldig gepubliceerd in 1932 door Wilson.